# Distretto di Kiso
Il distretto di Kiso (木曽郡, Kiso-gun?) è uno dei distretti della prefettura di Nagano, in Giappone.
Attualmente fanno parte del distretto i comuni di Agematsu, Kiso (villaggio), Kiso (cittadina), Nagiso, Ōkuwa e Ōtaki.
| Controllo di autorità | NDL (EN, JA) 00647477 |